# ViGUARD
 (octobre 2012).
Si vous disposez d'ouvrages ou d'articles de référence ou si vous connaissez des sites web de qualité traitant du thème abordé ici, merci de compléter l'article en donnant les références utiles à sa vérifiabilité et en les liant à la section « Notes et références ».
ViGUARD était un logiciel de sécurité informatique pour Windows ciblant les entreprises et particuliers, commercialisé par l'entreprise française Tegam International. Il a été lancé au début des années 1990.
Son slogan publicitaire était « détecte 100 % des virus connus et inconnus », ce qui a soulevé des controverses durant les années 2000 (voir la section "affaire Guillermito").
Vendu comme étant un logiciel antivirus, il s’agit en fait d'un logiciel qui permet de détecter des modifications intervenues dans un fichier, indépendamment d’une base de virus connus.
L'un des clients utilisant ViGUARD furent les forces armées françaises.

## Historique
En 2006 ViGUARD n'appartient plus à l'entreprise Tegam mais à Softed, l'un des arguments publiciaires est « En France ViGUARD est utilisé depuis 1998 par de nombreux organismes gouvernementaux civils et militaires ».
L'entreprise Tegam International, créée en 1991, a été fermée légalement en 2008.

## Principe de fonctionnement
Les antivirus fonctionnent avec d’une part une base de données de virus et une analyse heuristique pour « deviner » des virus inconnus. Techniquement, ViGUARD fonctionne de manière bien différente, voire inverse, puisque, au lieu de détecter un malfaiteur, il détecte une modification (en s'appuyant sur une somme de contrôle effectuée au moment où l’ordinateur est propre). Par quelques raccourcis sommaires (ViGUARD ne s'intéresse pas aux virus mais à l'intégrité des fichiers), on peut en déduire que le logiciel détecte tous les virus passés, présents et à venir, et c’est ainsi qu’est vendu le logiciel par son distributeur.
Ce principe est aussi utilisé par Cisco Systems qui commercialise le CSA (Cisco Security Agent) pour la protection des machines Windows, Linux et Unix. On trouve également le logiciel Tripwire qui procède de la même manière et est installée par de grands intégrateurs , ou reprise par de grands constructeurs. La comparaison d'une empreinte d'un fichier à son original est très efficace pour les applications temps réel, car beaucoup plus rapide que la comparaison avec des fichiers de signatures de centaines de milliers de virus.
ViGUARD est une déclinaison de ce principe pour ordinateurs sous Windows et agit ainsi comme antivirus sans base de signatures.

## Affaire Guillermito
En 2000, un chercheur en biologie français de l'université de Harvard aux États-Unis, de pseudonyme Guillermito, réalise des essais poussés de ViGUARD.
En 2005, Guillermito a désassemblé le logiciel. Le désassemblage est encadré par la loi de son pays et, comme l’a décidé l’affaire conduisant à la condamnation de Guillermito, l'objectif éducatif ou de sécurisation n'a pas été directement retenu.
La condamnation en appel de Guillermito ne se base pas sur le désassemblage lui-même, ou sur la mise en évidence de la faiblesse du logiciel, mais uniquement sur l'utilisation de versions non-licenciées de Viguard pour ses travaux et de la diffusion sur Internet de portions de code permettant la désactivation dudit logiciel.
Le résultat de son étude est que le logiciel ViGUARD n’est pas sécurisé sous le système d'exploitation Windows et par conséquent que les allégations de l’éditeur sont mensongères.
L'étude procède par des altérations de très nombreux fichiers, non détectées par ViGUARD et qui permettent de le désactiver, ce dernier étant incapable de détecter ces modifications et s'autosécuriser, a contrario d'autres produits concurrents évoluant sur le même créneau : l'ordinateur est alors totalement vulnérable.
Cette étude allait d'ailleurs dans le même sens que d'autres recherches qui avaient déjà montré que les contrôleurs d'intégrité pouvaient être contournés.
On ne dispose à ce jour pas d'études de robustesse de Viguard sous Windows XP, mais le principe de fonctionnement du logiciel reste très semblable.
« L’affaire Guillermito » a été relayée sur l’Internet francophone. La justice a condamné Guillermito pour contrefaçon du logiciel Viguard lors de sa démonstration. L'affaire a suscité une vive polémique en raison des rumeurs qui présentaient le chercheur comme un développeur de virus, ce qui n'a jamais été démontré.